# Pesellino

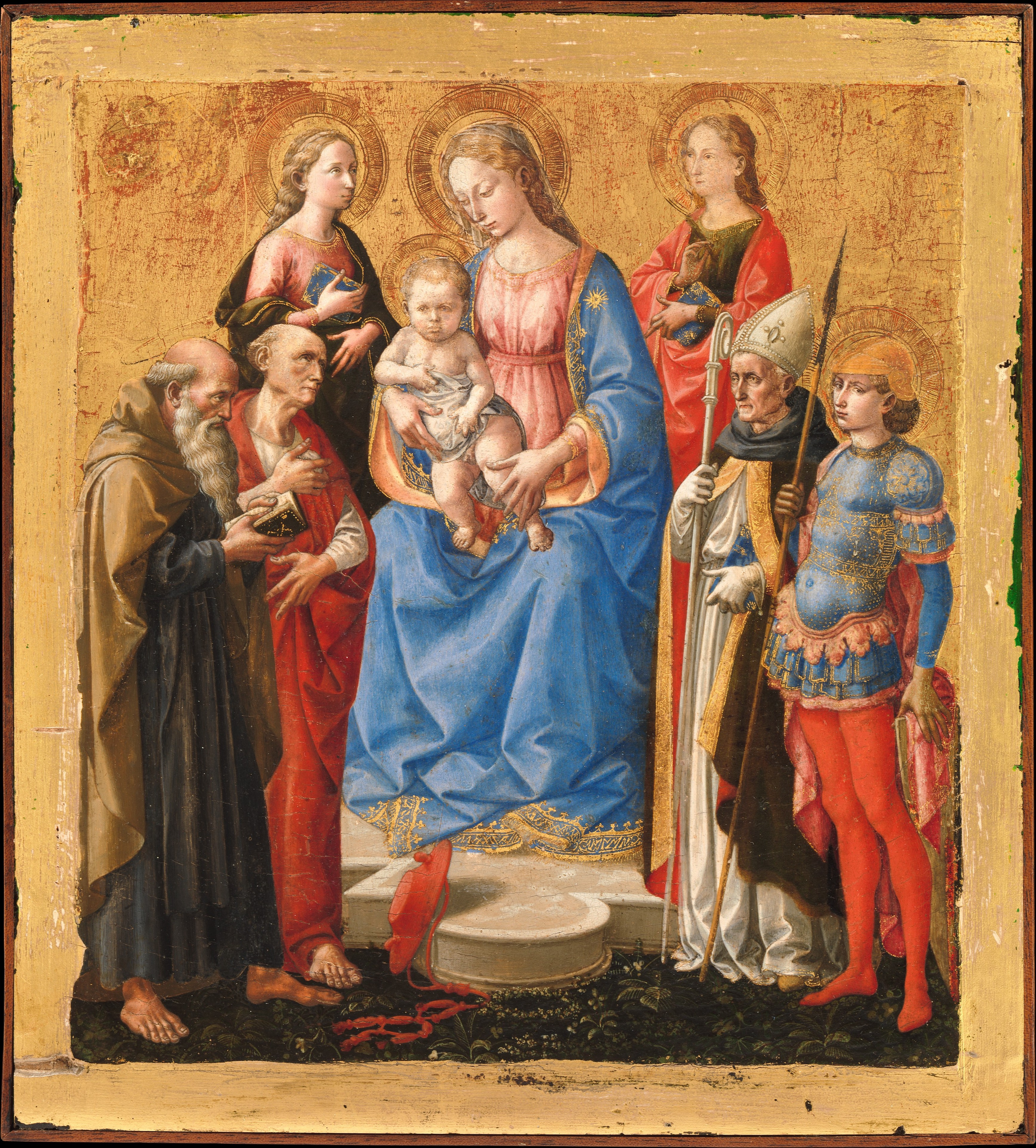
Madonna és Gyermeke szentekkel, Metropolitan Művészeti Múzeum, New York

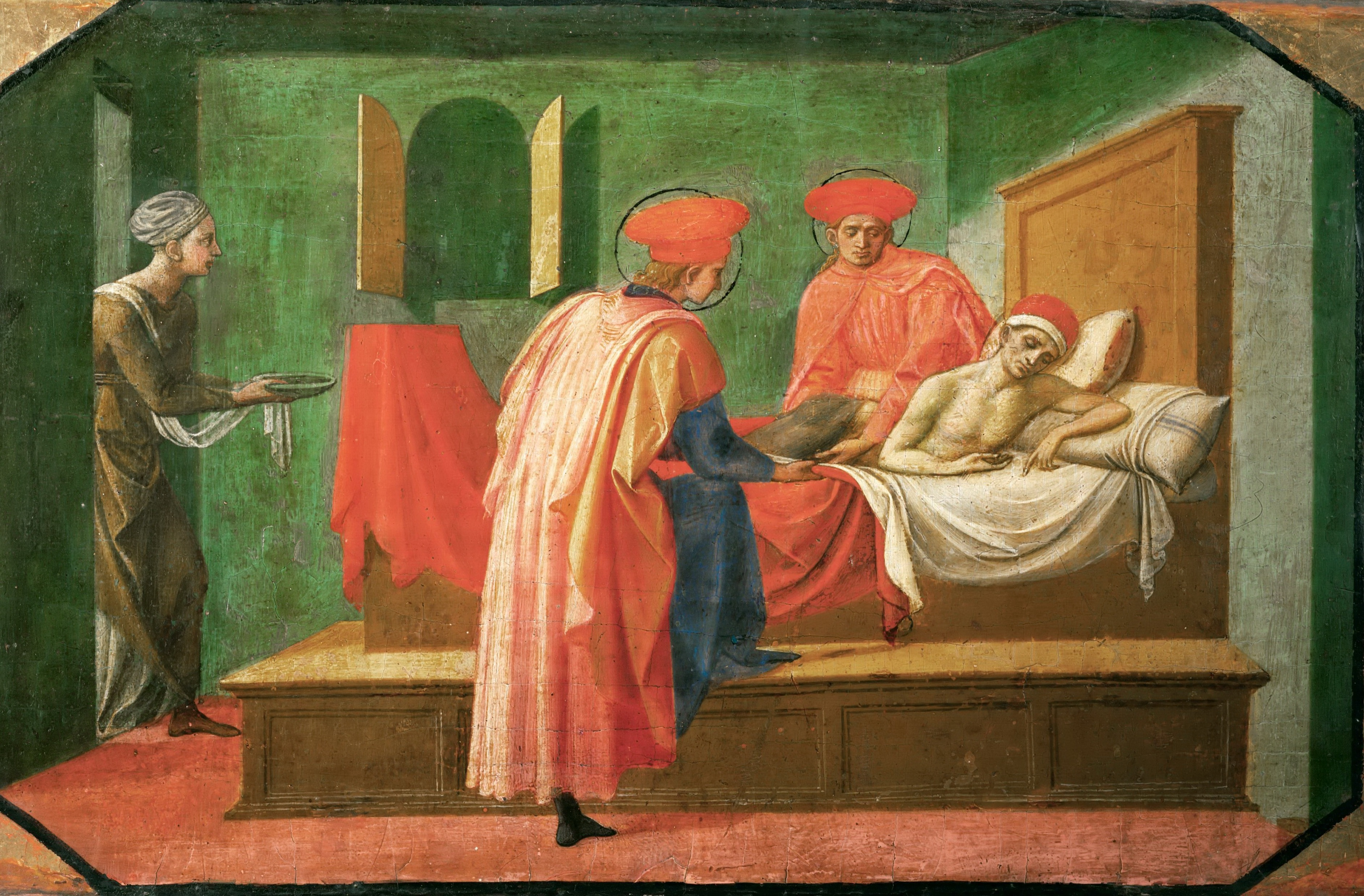
Szent Kozma és Damján csodája a Noviciátusi oltárképről

Francesco di Stefano, művésznevén Pesellino (Firenze, 1422 k. – 1457. július vége) 15. századi itáliai reneszánsz festő és miniátor, Fra Filippo Lippi és Fra Angelico stílusának követője.

## Élete
A Pesellino művésznév anyai nagyapjától, Giuliano d'Arrigótól származik, akit Pesello néven ismertek, s aki apja, Stefano di Francesco halála után őt felnevelte. 1447-től nagyapja műhelyében találjuk, ahol nagy valószínűséggel a szakmai képzést kapta, 1453-ban Pietro di Lorenzo del Pratese és Zanobi del Migliore társaságában saját műhelyt nyitott.
Más területen tapasztalható kepzettségét Filippo Lippi Noviciátusi oltárképének predellája igazolja, amely 1445-ből származik, és ma az Uffizi és a Louvre között megosztva van kiállítva, s amelyen stílusa már kiforrott jellegzetességeket mutat, Fra Lippi és Fra Angelico műveinek személyes értelmezésén alapul, akikkel valószínűleg a Medicieknél talalkozott.
Ehhez a műhöz közel állnak a Petrarca Trionfijával díszített ládák a bostoni Isabella Stewart Gardner Múzeumban, amelyek talán Piero de’ Medici és Lucrezia Tornabuoni 1444-es esküvőjéhez készültek, valamint néhány miniatúra, amelyeken jelenleg az Ermitázs és a velencei Biblioteca Marciana osztozik, s amelyek korábban a Silius Italicus Punica-kódexéhez tartoztak, amelynek tulajdonosa Tommaso Parentuccelli, a későbbi V. Miklós pápa volt. Parentuccelli valójában 1447-ben segített az Cosimo de’ Medicinek a bibliográfiai kánon elkészítésében a firenzei Szent Márk-kolostor születőben lévő könyvtárához, aki lehet, hogy kódexiniciálékkal fejezte ki háláját munkájáért. A Dávid történeteivel (londoni National Galleryben) szereplő többi ládapanel egy Medici-megbízásra vezethető vissza.
Pesellinónak egyetlen munkája van teljesen dokumentálva, és ez az utolsó ismert műve: a Szentháromság oltárképe, 1455-ből, amelynek töredékeit a 20. század elején a londoni National Galleryben egyesítették, s amely eredetileg a Szentháromság Társasága megszűnt oratóriumában volt látható Pistoiában. 1457 júliusában a festő megbetegedett, és a Filippo Lippi műhelyében elkészült oltárkép, talán csak az ő predellája.

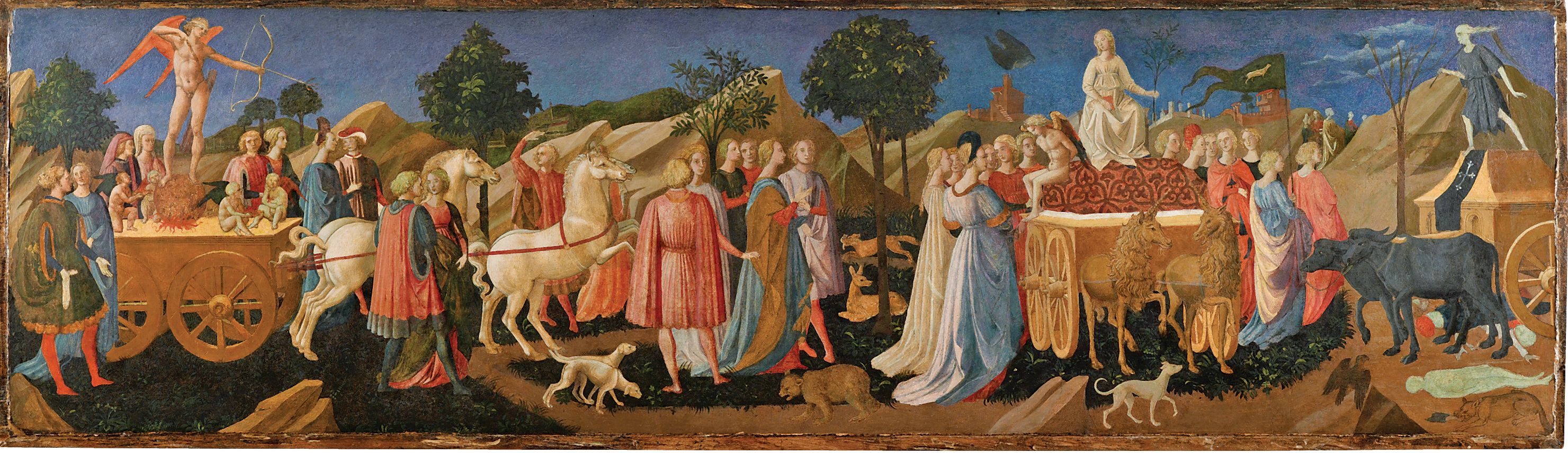
Petrarca: Trionfi predella

## Fordítás
- Ez a szócikk részben vagy egészben  a   Pesellino című olasz Wikipédia-szócikk fordításán alapul.  Az eredeti cikk szerkesztőit annak laptörténete sorolja fel. Ez a jelzés csupán a megfogalmazás eredetét és a szerzői jogokat jelzi, nem szolgál a cikkben szereplő információk forrásmegjelöléseként.

## Bibliográfia
- Ada Labriola (szerk.): Beato Angelico a Pontassieve, Mandragora, Firenze, 2010 ISBN 978-88-7461-149-2
- W. Weisbach: Francesco Pesellino und die Romantik der Renaissance. Berlin, Cassirer, 1901
- A. Scharf: Zur Kunst des Francesco Pesellino. In: Pantheon, 14.1934, 211–221. oldal
- D. Gordon: The 'missing' predella panel from Pesellino's Trinity altar-piece. In: The Burlington magazine, 138.1996, 87–88. oldal
- Francesco Pessellino. In: Fogg Art Museum (szerk.): Collection of Mediaeval and Renaissance Paintings. Kessinger Publishing, 2004. 61–64. oldal

## Egyéb projektek
- Francesco Pessellino művei a londoni National Gallery honlapján